# Nowojowiec
Nowojowiec (niem. Nowojowitz, w latach 1934-1945 Neuenwalde) – wieś w Polsce położona w województwie warmińsko-mazurskim, w powiecie szczycieńskim, w gminie Wielbark.
W latach 1975–1998 miejscowość administracyjnie należała do województwa olsztyńskiego.